# Barclaya motleyi
Barclaya motleyi, vrsta močvarne biljke iz porodice lopočevki (Nymphaeaceae) koja raste po kišnim šumama Bornea, Nove Gvineje, Sumatre, Mjanmara, Tajlanda, Sarawaka i Malajskog poluotoka.

## Sinonimi
- Barclaya hirta (Kurz ex Teijsm. & Binn.) Miq.
- Barclaya kunstleri (King) Ridl.
- Hydrostemma kunstleri (King) B.C.Stone
- Nymphaea hirta Kurz ex Teijsm. & Binn.